# 肉色土圞儿
肉色土圞儿（学名：[Apios carnea] 错误：{{Lang}}：文本有斜体标记（帮助））为豆科土圞儿属下的一个种。